# SSTR4
SSTR4 (англ. Somatostatin receptor 4) – білок, який кодується однойменним геном, розташованим у людей на короткому плечі 20-ї хромосоми. Довжина поліпептидного ланцюга білка становить 388 амінокислот, а молекулярна маса — 42 003.
| 10         |  | 20         |  | 30         |  | 40         |  | 50         |
| ---------- |  | ---------- |  | ---------- |  | ---------- |  | ---------- |
| MSAPSTLPPG |  | GEEGLGTAWP |  | SAANASSAPA |  | EAEEAVAGPG |  | DARAAGMVAI |
| QCIYALVCLV |  | GLVGNALVIF |  | VILRYAKMKT |  | ATNIYLLNLA |  | VADELFMLSV |
| PFVASSAALR |  | HWPFGSVLCR |  | AVLSVDGLNM |  | FTSVFCLTVL |  | SVDRYVAVVH |
| PLRAATYRRP |  | SVAKLINLGV |  | WLASLLVTLP |  | IAIFADTRPA |  | RGGQAVACNL |
| QWPHPAWSAV |  | FVVYTFLLGF |  | LLPVLAIGLC |  | YLLIVGKMRA |  | VALRAGWQQR |
| RRSEKKITRL |  | VLMVVVVFVL |  | CWMPFYVVQL |  | LNLFVTSLDA |  | TVNHVSLILS |
| YANSCANPIL |  | YGFLSDNFRR |  | FFQRVLCLRC |  | CLLEGAGGAE |  | EEPLDYYATA |
| LKSKGGAGCM |  | CPPLPCQQEA |  | LQPEPGRKRI |  | PLTRTTTF   |  |            |

A: Аланін

C: Цистеїн

D: Аспарагінова кислота

E: Глутамінова кислота

F: Фенілаланін

G: Гліцин

H: Гістидин

I: Ізолейцин

K: Лізин

L: Лейцин

M: Метіонін

N: Аспарагін

P: Пролін

Q: Глутамін

R: Аргінін

S: Серин

T: Треонін

V: Валін

W: Триптофан

Кодований геном білок за функціями належить до рецепторів, g-білокспряжених рецепторів, білків внутрішньоклітинного сигналінгу. 
Локалізований у клітинній мембрані, мембрані.